# Karmeljukove Podillja
Karmeljukove Podillja (ukrainsk: Кармелюкове Поділля) er en nationalpark i det sydvestlige Ukraine på de skovklædte sydlige skråninger af det ukrainske skjold. Den ligger i distrikterne Trostjanets og Tjetjelnyt rajoner i Ukraines Vinnitsja oblast og den sydøstlige del af det historiske Podolien. Dens areal er på 165,18 km² og den blev grundlagt den 16. december 2009.

## Historie
Nationalparken blev oprettet i overensstemmelse med dekret fra Ukraines præsident Viktor Jusjtjenko den 16. december 2009 med henblik på bevarelse, restaurering og bæredygtig brug af de unikke naturlige og historisk-kulturelle værdier i det sydlige Podolien, der har vigtig miljømæssig, videnskabelig, historisk, kulturel, æstetisk, rekreativ og helbredende værdi.

## Sammensætning
Den nationale naturpark omfatter også flere separate steder af national betydning fra den ukrainske naturbeskyttelsesfond, bl.a.
- Botanisk zakaznik "Brytavsky".
- Det botaniske naturmonument "Ravine of Tereshchuk".
- Det botaniske naturmonument "Romashkovo".

- Parkens logo
- Et advarselsskilt om, at det er et fredet område